# Bluffton (Georgia)
Bluffton è un comune degli Stati Uniti d'America, situato nello Stato della Georgia, nella contea di Clay.